# الکساندر بنکو
الکساندر بنکو (کرواتی: Aleksandar Benko; ۱۶ فوریهٔ ۱۹۲۵ – ۲۶ مهٔ ۱۹۹۱) بازیکن فوتبال اهل کرواسی بود.
از باشگاه‌هایی که در آن بازی کرده‌است می‌توان به باشگاه فوتبال گراس‌هاپر زوریخ، باشگاه فوتبال سنت گالن، باشگاه فوتبال دینامو زاگرب، و باشگاه فوتبال لوگانو اشاره کرد.
وی همچنین در تیم‌های ملی فوتبال یوگسلاوی و کرواسی بازی کرده‌است.